# یخچال طبیعی اکسل هایبرگ
یخچال طبیعی اکسل هایبرگ (انگلیسی: Axel Heiberg Glacier) یک یخچال طبیعی است که در مختصات (۸۵°۲۵′ جنوبی ۱۶۳°۰۰′ غربی / ۸۵٫۴۱۷°جنوبی ۱۶۳٫۰۰۰°غربی) قطب جنوب واقع‌شده است